# Gholam Reza Azhari
Gholam Reza Azhari escutarⓘ (em persa غلامرضا ازهاری)  (1917– 5 de novembro de 2001) foi um militar e primeiro-ministro do Irã

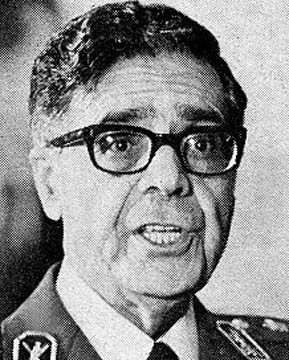
Gholam Reza Azhari, militar e penúltimo primeiro-ministro antes da queda da monarquia no Irã.

## Inícios e educação
Azhari nasceu em Shiraz. Ele tirou o curso no Colégio de Guerra do Irão. Ele também fez treino no  National War College em Washington na década de 1950.

## Carreira
Azhari trabalhou no CENTO. Ele foi nomeado chefe das Forças Armadas Iranianas e este nesse cargo até 1978. Ele foi primeiro-ministro interino de um governo militar até ser possível formar um governo civil.Ele foi primeiro-ministro entre 6 de novembro de 1978 e  31 de dezembro de 1978. . Ele formou o primeiro governo militar no Irão desde 1953 e foi o penúltimo antes da queda da monarquia.
No dia 21 de dezembro de 1978, Azhari, o então primeiro-ministro, disse ao então embaixador dos Estados Unidos no Irão William Sullivan que, "Você deve saber isto e deve dizer  ao seu governo. Este país está perdido porque o xá não consegue tomar uma decisão." Azhari teve um ataque de coração em janeiro de 1979 e resignou no dia 2 de janeiro de 1979. Nessa altura foi substituído por  Abbas Gharabaghi como chefe do exército. Shapour Bakhtiar sucedeu-lhe no cargo de primeiro-ministro. Em de 18 de fevereiro de 1979, foi expulso do exército iraniano, através de uma purga efetuada pelo novo regime : a República Islâmica, proclamada no dia 16.

## Gabinete
O governo de Azhari era composto por 8 membros (5 militares e 3 civis:
- General Gholam Ali Oveissi, Governador Militar de Teerão (Trabalho e Assuntos Sociais);
- Tenente-GeralNasser Moghaddam, chefe da SAVAK (Energia),
- General Abbas Gharabaghi (Interior),
- Tenente-General Abdol Hassan Sa'adatmand (Habitação e Desenvolvimento),
- General Gholam-Reza Azhari (Guerra)
- Amir Khosrow Afshar (Negócios Estrangeiros),
- Mohammad Reza Amin (Indústria),
- Karim Motamedi (Correios e Telecomunicações)

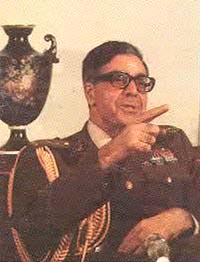
Azhari em 1978

Todavia, foi referido que o governo era constituído por 11 homens e deles eram militares.

### Honras
- Legião do Mérito[1]

## Últimos anos e morte
Azhari sofreu um ataque cardíaco enquanto era primeiro-ministro. Depois de deixar o cargo partiu para os Estados Unidos em janeiro de 1979, por causa da cirurgia ao coração num hospital norte-americano chamado Bethesda Naval Hospital. Depois da cirurgia nunca mais regressaria ao Irão e viveu em McLean (Virginia).Graças a isso não seria fuzilado como aconteceu a outros generais iranianos que se mantiveram no Irã. Nos inícios da revolução iraniana, o aiatolá Sadegh Khalkhali, um juiz religioso e presidente de um Tribunal revolucionário, informou a imprensa que a pena de morte era  a pena atribuída aos membros da família real e a  antigos generais fiéis ao monarca, incluindo Azhari.
Azhari morreu de cancro/câncer no condado de Fairfax, no estado da Virginia em 5 de novembro de 2001.